# Pseudocopivaleria sonoma
Pseudocopivaleria sonoma är en fjärilsart som beskrevs av Mcdunnough 1941. Pseudocopivaleria sonoma ingår i släktet Pseudocopivaleria och familjen nattflyn. Inga underarter finns listade i Catalogue of Life.